# Cervona Sloboda, raionul Cerkasî, regiunea Cerkasî
Cervona Sloboda (în ucraineană Червона Слобода) este o comună în raionul Cerkasî, regiunea Cerkasî, Ucraina, formată numai din satul de reședință.

## Demografie
Componența lingvistică a comunei Cervona Sloboda
     Ucraineană (96,46%)
     Rusă (3,36%)
     Alte limbi (0,06%)
Conform recensământului din 2001, majoritatea populației comunei Cervona Sloboda era vorbitoare de ucraineană (96,46%), existând în minoritate și vorbitori de rusă (3,36%).